# Фридефорт (город)
Фри́дефорт (африк. Vredefort) — город в ЮАР, в местном муниципалитете Нгватхе района Фезиле-Даби провинции Фри-Стейт.

## География
Рядом с городом расположен крупнейший метеоритный кратер на Земле.

## История
В XIX веке в этих местах находилась ферма Висгат. В 1881 году на собрании местных жителей было решено объединить местные поселения в город Фридефорт.
В годы Второй англо-бурской войны эти места стали одним из центров партизанского движения. После оккупации этих мест британскими войсками, здесь был расположен один из концентрационных лагерей, в которые согнали бурских женщин и детей.